# Нориаки Касаи
Нориаки Касаи (на японски: 葛西 紀明; роден на 17 декември 1972 г. в Шимокава) е японски състезател по ски скокове, сребърен медалист от Олимпийски игри, сребърен и бронзов медалист от Световни първенства, световен шампион по ски полети, 20-кратен победител в състезания за Световната купа със 17 индивидуални и три отборни първи места.
Касаи е рекордьор по спортно дълголетие в ски скоковете и носител на множество рекорди по брой участия в състезания на най-високо ниво. През 2016 г. е вписан в книгата на рекордите на Гинес със сертификати за най-много участия в индивидуални стартове за Световната купа не само по ски скокове но и във всички дисциплини организирани от ФИС – 560 към януари 2021 и най-много участия в световни първенства – 13. Касаи също е едноличен рекордьор по участия на Зимни олимпийски игри – 8. На ниво Световна купа Касаи се състезава 31 сезона.
Към ноември 2017 участва в 29-ия си сезон с рекордните 594 състезания за световната купа (529 индивидуално + 65 отборно). Участвал е в 34 състезания на световни първенства (22 индивидуално + 12 отборно) и 18 състезания на Олимпийски игри (13 индивидуално + 5 отборно).  До 2022 заедно с руския състезател по спортни шейни Алберт Демченко дели рекорда за участия на най-много Зимни олимпийски игри – седем на брой. Държи рекордите за най-възрастен медалист от олимпийски игри – 41 години и 256 дни, най-възрастен победител и най-възрастен участник в състезания за световната купа.
На 42 години и 176 дни става най-възрастният победител в историята на състезанията за Световната купа на ФИС.

## Спортна биография
Първото участие на Нориаки Касаи в състезание организирано от ФИС е на 1980 г. Дебютът му за националния отбор на Япония е през 1988 г. а първата му победа е през март 1992 г. на състезанието в Харахов. 
През сезон 1989/1990 в Лейк Плесид на САЩ, Касаи печели първите точки в кариерата си. По-късно на отборното състезанието в Лахти за пръв път се качва на подиума (3-то място). 
През сезон 1991/1992 печели първия си индивидуален подиум (3-ти в Лахти) както и първите си победи д ски полетите (две първи места в Харахов). 
През сезон 1993/1994 на Олимпийските игри в Лилехамер през февруари 1994 година Касаи се класира пети на малка и 14-и на голяма шанца в индивидуалните стартове. Отборно печели сребърен медал заедно с Джиния Нишиката, Таканобу Окабе и Масахико Харада.
Най-добри резултати постига, през сезон 1998/1999, когато се класира на трето място в генералното класиране. Касаи завършва на подиума 17 пъти, като печели 7 състезания включително последното за сезона на 23 март в Планица. В 47-ото издание на Четирите шанци турнира заема второ място.

## Зимни олимпийски игри
- Албервил 1992
  - Индивидуално, нормална шанца – 31 място
  - Индивидуално, голяма шанца – 26 място
  - Отборно, голяма шанца – 4-то място
- Лилехамер 1994
  - Индивидуално, нормална шанца – 14 място
  - Индивидуално, голяма шанца – 5-о място
  - Отборно, голяма шанца – 2-ро място
- Нагано 1998
  - Индивидуално, нормална шанца – 7-о място
- Солт Лейк Сити 2002
  - Индивидуално, нормална шанца – 49 място
  - Индивидуално, голяма шанца – 41 място
- Торино 2006
  - Индивидуално, нормална шанца – 20 място
  - Индивидуално, голяма шанца – 12 място
  - Отборно, голяма шанца – 6-о място
- Ванкувър 2010
  - Индивидуално, нормална шанца – 17 място
  - Индивидуално, голяма шанца – 8-ото място
  - Отборно, голяма шанца – 5-о място

## Световни първенства по ски скокове
- Лахти 1989
  - Индивидуално, нормална шанца – 54 място
  - Индивидуално, голяма шанца – 57 място
- Вал ди Фиеме 1991
  - Индивидуално, голяма шанца – 36 място
- Фалун 1993
  - Индивидуално, нормална шанца – 10 място
  - Индивидуално, голяма шанца – 7-о място
  - Отборно, голяма шанца – 5-о място
- Рамзау ам Дахщайн 1999
  - Индивидуално, нормална шанца – 5-о място
  - Индивидуално, голяма шанца – 10 място
  - Отборно, голяма шанца – 2-ро място
- Лахти 2001
  - Индивидуално, нормална шанца – 8-ото място
  - Индивидуално, голяма шанца – 19 място
  - Отборно, нормална шанца – 4-то място
  - Отборно, голяма шанца – 4-ро място
- Вал ди Фиеме 2003
  - Индивидуално, нормална шанца – 3-то място
  - Индивидуално, голяма шанца – 3-то място
  - Отборно, голяма шанца – 2-ро място
- Оберстдорф 2005
  - Индивидуално, нормална шанца – 21 място
  - Индивидуално, голяма шанца – 36 място
  - Отборно, нормална шанца – 9-о място
  - Отборно, голяма шанца – 10 място
- Сапоро 2007
  - Индивидуално, нормална шанца – 34 място
  - Индивидуално, голяма шанца – 24 място
  - Отборно, голяма шанца – 3-то място
- Либерец 2009
  - Индивидуално, нормална шанца – 30 място
  - Индивидуално, голяма шанца – 32 място
  - Отборно, голяма шанца – 3-то място
- Осло 2011
  - Индивидуално, нормална шанца – 26 място
  - Индивидуално, голяма шанца – 24 място
  - Отборно, голяма шанца – 6-о място
- Вал ди Фиеме 2013
  - Индивидуално, нормална шанца – 35 място
  - Индивидуално, голяма шанца – 22 място
  - Отборно, голяма шанца – 5-о място

## Световно първенство по ски полети
- Викерсунд 1990
  - Индивидуално, шанца за ски полети – 23 място
- Харахов 1992
  - Индивидуално, шанца за ски полети – 2-ро място
- Планица 1994
  - Индивидуално, шанца за ски полети – 19 място
- Тауплиц 1996
  - Индивидуално, шанца за ски полети – 24 място
- Викерсунд 2000
  - Индивидуално, шанца за ски полети – 5-о място
- Планица 2004
  - Индивидуално, шанца за ски полети – 24 място
  - Отборно, шанца за ски полети – 5-о място
- Оберстдорф 2008
  - Индивидуално, шанца за ски полети – 35 място
  - Отборно, шанца за ски полети – 7-о място
- Планица 2010
  - Индивидуално, шанца за ски полети – 12 място

## Световна купа по ски скокове
- Сезон 1988/1989: -, 0 точки
- Сезон 1989/1990: 24 място, 43 точки
- Сезон 1990/1991: -, 0 точки
- Сезон 1991/1992: 9-о място, 115 точки
- Сезон 1992/1993: 3-то място, 172 точки
- Сезон 1993/1994: 6-о място, 562 точки
- Сезон 1995/1996: 36 място, 132 точки
- Сезон 1996/1997: 17 място, 351 точки
- Сезон 1997/1998: 10 място, 720 точки
- Сезон 1998/1999: 3-то място, 1598 точки
- Сезон 1999/2000: 15 място, 436 точки
- Сезон 2000/2001: 4-то място, 728 точки
- Сезон 2001/2002: 23 място, 219 точки
- Сезон 2002/2003: 13 място, 548 точки
- Сезон 2003/2004: 8-ото място, 631 точки
- Сезон 2004/2005: 16 място, 416 точки
- Сезон 2005/2006: 21 място, 249 точки
- Сезон 2006/2007: 26 място, 182 точки
- Сезон 2007/2008: 34 място, 122 точки
- Сезон 2008/2009: 15 място, 409 точки
- Сезон 2009/2010: 17 място, 344 точки
- Сезон 2010/2011: 25 място, 197 точки
- Сезон 2011/2012: 51 място, 45 точки
- Сезон 2012/2013: 24 място, 328 точки
- Сезон 2013/2014: 5-о място, 1062 точки
- Сезон 2014/2015: 6-о място, 1137 точки
- Сезон 2015/2016: 8-ото място, 909 точки
- Сезон 2016/2017: 15-о място, 401 точки

### Места на подиума в Световната купа по ски скокове
| Сезон     | 1-во място | 2-ро място | 3-то място | общо |
| --------- | ---------- | ---------- | ---------- | ---- |
| 1991/1992 | 1          | 1          | 1          | 3    |
| 1992/1993 | 3          | 1          | 2          | 6    |
| 1993/1994 | 1          | 1          | 2          | 4    |
| 1996/1997 | –          | 1          | –          | 1    |
| 1997/1998 | 1          | 1          | 2          | 4    |
| 1998/1999 | 6          | 1          | 7          | 14   |
| 2000/2001 | 1          | 2          | 1          | 4    |
| 2001/2002 | –          | –          | 1          | 1    |
| 2002/2003 | 1          | –          | –          | 1    |
| 2003/2004 | 1          | 1          | 1          | 3    |
| 2006/2007 | –          | –          | 1          | 1    |
| 2008/2009 | –          | –          | 1          | 1    |
| 2009/2010 | –          | 1          | –          | 1    |
| 2013/2014 | 1          | –          | 5          | 6    |
| 2014/2015 | 1          | 2          | 3          | 6    |
| 2015/2016 | –          | –          | 2          | 2    |
| Общо      | 17         | 12         | 29         | 58   |

## Турнир на четирите шанци
- 38. Турнир на четирите шанци: 18 място
- 39. Турнир на четирите шанци: 74 място
- 41. Турнир на четирите шанци: 2-ро място
- 42. Турнир на четирите шанци: 4-то място
- 44. Турнир на четирите шанци: 9-о място
- 45. Турнир на четирите шанци: 24 място
- 46. Турнир на четирите шанци: 24 място
- 47. Турнир на четирите шанци: 2-ро място
- 48. Турнир на четирите шанци: 20 място
- 49. Турнир на четирите шанци: 12 място
- 50. Турнир на четирите шанци: 31 място
- 51. Турнир на четирите шанци: 23 място
- 52. Турнир на четирите шанци: 8-ото място
- 53. Турнир на четирите шанци: 11 място
- 54. Турнир на четирите шанци: 9-о място
- 55. Турнир на четирите шанци: 34 място
- 56. Турнир на четирите шанци: 34 място
- 57. Турнир на четирите шанци: 13 място
- 58. Турнир на четирите шанци: 11 място
- 59. Турнир на четирите шанци: 31 място
- 60. Турнир на четирите шанци: 33 място
- 61. Турнир на четирите шанци: 42 място
- 62. Турнир на четирите шанци: 5-о място
- 63. Турнир на четирите шанци: 4-то място